# نظمي لوقا
نظمي لوقا جرجس (1339 هـ - 1408 هـ / 1920 - 1987م) شاعر مصري.

## حياته
ولد في مدينة دمنهور محافظة البحيرة، وتوفي في القاهرة وقضى حياته في مصر. حصل على شهادة إتمام المرحلة الابتدائية في مسقط رأسه، ثم على شهادة إتمام الدراسة الثانوية من الإسكندرية، ثم التحق بجامعة القاهرة، وحصل على ليسانس الآداب، قسم الفلسفة (1940)، كما حصل على ليسانس مدرسة الحقوق الفرنسية بالقاهرة، ثم واصل دراسته العليا، وحصل على درجة الدكتوراه في الفلسفة. عمل مدرسًا بالمدارس الثانوية في مدينتي السويس والإسكندرية، وأستاذًا للفلسفة بكلية المعلمين بالقاهرة، ثم بكلية الآداب، جامعة عين شمس. كان عضوًا بنادي القلم الدولي، وعضوًا باتحاد كتاب مصر، وعضوًا باتحاد الكتاب العرب. أثارت كتاباته عن الإسلام ونبيّه انتباه الناس جميعًا.

## الإنتاج الشعري
له ديوانان:
- «أشباح المقبرة» - القاهرة 1939،
- «كنت وحدي» - القاهرة 1940 (وهو مطولة ذات طابع ملحمي مكونة من عدة أناشيد)،

له قصائد نشرت في مجلة الثقافة (القاهرة)، منها: «اليتم العميق» - يناير 1974 و«أشباح المقبرة» - فبراير 1976.

## الأعمال الأخرى
له عدد من الأعمال القصصية، منها:
- الابنة الحائرة، مطبعة النيل، المنصورة، 191
- عذراء كفر الشيخ، دار المعارف، القاهرة، 1979،

له عدد من المؤلفات، منها:
- «محمد: الرسالة والرسول» - مطابع دار الكتب الحديثة - القاهرة 1959،
- «محمد في حياته الخاصة» - دار الهلال - القاهرة 1969،
- عمرو بن العاص، الهيئة المصرية العامة للكتاب، القاهرة، 1970،
- أبو بكر حواري محمد، دار الهلال، القاهرة، 1971،
- «الله»: وجوده ووحدانيته بين الفلسفة والدين - مكتبة غريب - القاهرة 1982،
- «أنا والإسلام»، و«وا محمداه»، «الله: الإنسان والقيمة»،

له عدد كبير من المترجمات، منها:
- «الأفق الضائع»: جيمس هيلتون - دار الهلال - القاهرة 1955،
- «ثلاثية نجيب محفوظ»: الأب جاك جومييه - مكتبة مصر - القاهرة 1959،
- «أهداف التربية»: الفريد نورث هويتهيد - الشركة العربية للطباعة والنشر - القاهرة 1958،
- «رحلة في دنيا المستقبل»: أندريه موروا - 1962،
- «آلام فرتر: جوته» - دار الهلال - القاهرة 1977،
- «الوصول إلى السعادة»: برتراند رسل - كتاب الهلال - عدد 32 - القاهرة 1977،
- «سيمفونية الرعاة»: أندريه جيد - دار الهلال - القاهرة 1978،
- «الليالي البيضاء»: ديستوفسكي - دار الهلال - القاهرة 1980،
- «تفسير الأحلام»: سيجموند فرويد - كتاب الهلال - القاهرة - 1962،
- «رقصة الحياة» - البعد الآخر للزمن: إدوارد د.ت. هول - دار كتابي - القاهرة (د.ت)،

وله عدد من المقالات نشرت في صحف عصره.
تمثل قصائده محاولة مبكرة لتجاوز القصيدة العربية التقليدية غرضًا وشكلاً، حيث جاءت القصائد مطولات لا تحافظ على القافية الموحدة، اتبع فيها نهج قصيدة التفعيلة فكانت أقرب إلى روح النثر منها إلى الشعر، تنضح فلسفةً، وتعكس صدى تأملات الفيلسوف وتطلعات المثقف وخبراته، مثيرة أسئلة حول الوجود الإنساني وقلق المصير، وتعتمد أسلوبًا قصصيًا في سرد الأحداث ودراميًا في تناميها عبر الزمن. في ملحمته «أشباح المقبرة» اهتمام بالصور الشعرية التي تأخذ منحى رمزيًا، فتعبر عن «حالات» أكثر مما تصور مناظر ومحسوسات، وتشق طريقها إلى تجسيد تجربة روحية وإن أبرزت ورسمت حركات عضوية.